# Malice Kościelne
Malice Kościelne – wieś w Polsce położona w województwie świętokrzyskim, w powiecie opatowskim, w gminie Lipnik.
W latach 1975–1998 miejscowość położona była w województwie tarnobrzeskim.
Przez wieś przechodzi  niebieski szlak turystyczny z Gołoszyc do Dwikoz, oraz  zielony i  żółty szlak rowerowy do Opatowa.

## Historia
W wieku XIX Malice-Kościelne to wieś i folwark nad rzeką Opatówką w powiecie sandomierskim, gminie Lipnik, parafii Malice, odległe 17 wiorst od Sandomierza.
- Spis ludności z 1827 r. 32 domy, 167 mieszkańców.
- Ok. 1880 r spis potwierdza  24 domy (w tym 7 mur.), 426 mieszkańców
- Posiadłość ziemska: 697 mórg ziemi dworskiej, 360 mórg włościańskiej.

We wsi był młyn wodny.
W 1880 był w Malicach-K. kościół parafialny drewniany, istniejący już w XV wieku. W XVI w. dziedzice wsi, Maliccy herbu Junosza, przyjąwszy kalwinizm, zamienili tutejszy kościół paraf. na zbór, który istniał do 1635 r.
Zmuszeni wyrokiem trybunału do zwrócenia katolikom zabranego kościoła, wybudowali nowy, który po długich sporach i procesach zburzony został w 1702 r. Sama egzekucja wyroku w 1635 r. miała formę zajazdu, wykonanego przez gromadę "zbrojnego ludu" z proboszczem na czele.
Stawiający opór kalwini zostali pokonani i potracili po części życie w bójce. Odtąd miejscowość ta nosi przydomek: Szubienica, a osada: Męczennice. „Opis Malic i samego wypadku podała „Księga Świata" z 1860 r., t. V.
Dekanat sandomierski w XIX wieku podawał, że w parafii Malice było : dusz 2211.
Majątek według Towarzystwa Kredytowego Ziemskiego w końcu XIX w : folwark Malice i Adamów jest rozległy na mórg 934: w tym grunta orne i ogrody mórg 686, łąk mórg 48, pastwisk mórg 64, lasu mórg 98, nieużytków i placów mórg 43.
Wieś Malice osad 16, mórg 93.

## Parafia pw. Matki Bożej Wniebowziętej
Powstanie parafii sięga początku XIV wieku. Pierwotnie parafia posiadała dwa drewniane kościoły – drugi spalony został w 1942 roku. Na miejscu spalonego kościoła postawiono prowizoryczną kaplicę która przez ponad 30 lat służyła wiernym.
W 1968 roku rozpoczęto budowę nowego kościoła pod wezwaniem Matki Bożej Wniebowziętej w stylu neoromańskim. W latach 1991–1992 obok świątyni wybudowano (także w stylu neoromańskim) kaplicę przedpogrzebową wraz z dzwonnicą.
Obecnie parafia należy do dekanatu Opatów w diecezji sandomierskiej.

## Zabytki
- bramka na cmentarz kościelny, wpisana do rejestru zabytków nieruchomych (nr rej.: A.517 z 1.03.1967)[7],
- cmentarz parafialny „nowy” z 1850 r. (nr rej.: A.518 z 13.06.1988)[7],
- cmentarz parafialny „stary” (nieczynny) z przełomu XVIII/XIX w. (nr rej.: A.519 z 13.04.1988)[7].

## Urodzeni w Malicach
- Józef Mikułowski-Pomorski (ur. 1 lipca 1868, zm. 4 maja 1935).

W 1998 roku odsłonięto w Malicach Kościelnych kamienny obelisk ku czci twórcy warszawskiej SGGW, prof. Józefa Mikułowskiego-Pomorskiego. Autorem pomnika jest artysta plastyk Gustaw Hadyna. Inskrypcja na pomniku: „W 130-lecie urodzin profesora Józefa Mikułowskiego-Pomorskiego organizatora  pierwszego rektora Szkoły Głównej Gospodarstwa Wiejskiego w Warszawie, synowi Ziemi Sandomierskiej - wychowankowie SGGW I mieszkańcy Ziemi Sandomierskiej”.